# Аширалиев, Мамед Мискин оглы
Мамед Мискин оглы Аширалиев (азерб. Məmməd Miskin oğlu Aşurəliyev; 1912, Елизаветпольский уезд — 30 марта 1998, Шамкир) — советский азербайджанский виноградарь, Герой Социалистического Труда (1950).

## Биография
Родился в 1912 году в селе Ниязлы Елизаветпольского уезда Елизаветпольской губернии (ныне Шамкирский район Азербайджана).
Колхозник, звеньевой колхоза имени Клары Цеткин, рабочий совхоза имени Клары Цеткин Шамхорского района Азербайджанской ССР. В 1949 году получил урожай винограда 215,5 центнера с гектара на площади 4,2 гектаров поливных виноградников.
Указом Президиума Верховного Совета СССР от 8 августа 1950 года за высокие урожаи винограда в 1949 году Аширалиеву Мамеду Мискин оглы присвоено звание Героя Социалистического Труда с вручением ордена Ленина и золотой медали «Серп и Молот».
Активно участвовал в общественной жизни Азербайджана. Член КПСС с 1953 года. Депутат Верховного Совета Азербайджанской ССР 3-го созыва.
Скончался 30 марта 1998 года в городе Шамкир Шамкирского района.